# Lewis Nixon
Lewis Nixon III (30 de setembro de 1918 - 11 de janeiro de 1995) foi um oficial do Exército dos Estados Unidos que lutou na Segunda Guerra Mundial, na Companhia Easy, 2º Batalhão, 506º Regimento de Infantaria Paraquedista, 101.ª Divisão Aerotransportada. Lewis Nixon foi interpretado pelo ator Ron Livingston na minissérie Band of Brothers, da HBO.

## Carreira Militar
Após graduar-se no Army Officer Candidate School em 1941 como Segundo-tenente, Nixon decidiu juntar-se aos paraquedistas. Seria colocado na Easy Company do 506º Regimento de Infantaria Paraquedista. Nixon fez a formação de treino terrestre em Camp Toccoa, na Geórgia, e aéreo na Airborne School, em Fort Benning, Georgia. Participou em toda a formação levada a cabo em vários locais dos Estados Unidos, até ao embarque para a Europa.
Nixon foi colocado no 2º Batalhão, como Oficial de Inteligência, mostrando bastante habilidade nesse trabalho. Foi promovido à posição de S2 (Oficial de Segurança) do 506º Regimento de Infantaria, logo após a Easy Company capturar Carentan, em 12 de junho de 1944.
Serviu na Normandia, Países Baixos, Bélgica e Alemanha. Embora nunca tenha disparado nenhum tiro, foi atingido por um projétil disparado por uma Metralhadora MG42 alemã, nos Países Baixos. A bala atravessou o seu capacete, mas apenas lhe roçou a testa e deixou uma pequena marca de queimadura. Mais tarde, desenvolveu problemas com o álcool, o que acabou por o retirar da posição de S2 e regressar ao 2º Batalhão, como S3 (Oficial de Operações), onde poderia mostrar a sua habilidade no planeamento de operações, mas não tinha que lidar com a política grande visibilidade, ao nível de regimento.
Nixon foi um dos poucos homens da 101ª Divisão Aerotransportada a saltar com outra divisão ou regimento. Em 24 de março de 1945, Nixon foi destacado pelo General Maxwell Taylor como observador com a 17ª Divisão Aerotransportada na Operação Varsity, na qual a 101ª Divisão não foi empenhada. Durante esta operação, o avião que o transportou foi abatido por fogo inimigo, após Nixon e três outros paraquedistas saltarem dele. Este salto levou a que ele fosse um dos poucos elementos do 506º Regimento com três estrelas de salto em combate no seu brevet de paraquedista.
Nixon ficou conhecido pelo seu gosto de uísque Vat 69. Este facto é referido várias vezes no livro de Stephen Ambrose e na minissérie Band of Brothers. Consta ainda que Nixon sempre possuía uma reserva de uísque, não importa onde a companhia estivesse.
Terminou a guerra com a patente de Capitão, e voltou para casa em setembro de 1945.

## Condecorações e Medalhas
- - Estrela de Bronze com uma Oak Leaf Cluster
- - Citação Presidencial de Unidade com uma Oak Leaf Cluster
- - Coração Púrpuro
- - American Defense Service Medal
- - European-African-Middle Eastern Campaign Medal (com 3 service stars e arrowhead device)
- - World War II Victory Medal
- - Army of Occupation Medal
- - Croix de guerre
- - Belgian WWII Service Medal
- -Combat Infantryman Badge
- - Combat Parachutist Badge (com 3 saltos em combate)[2]